# Drosophila albirostris
Drosophila albirostris este o specie de muște din genul Drosophila, familia Drosophilidae, descrisă de Sturtevant în anul 1921.
Este endemică în Panama. Conform Catalogue of Life specia Drosophila albirostris nu are subspecii cunoscute.